# Заповідник Центральна Калахарі
Центральна Калахарі (англ. Central Kalahari Game Reserve) — національний мисливський заповідник в Ботсвані в пустелі Калахарі. Відкритий в 1961 році і покриває площу в 52 800 км², що робить його найбільшим заповідником Ботсвани і другим за величиною у світі.
У парку мешкає велика кількість видів диких тварин: жирафи, леопарди, леви, дикі африканські собаки, гепарди, африканські бородавочники, гієни, сурікати, медоїди, генети, каракали, капські лисиці, панголіни, трубкозуби, блакитні гну, дікдіки, канни, імпали, сернобики, спрингбоки, стенбоки, зебри, куду і т. д.
Рельєф заповідника є здебільшого рівнинний з невеликими хвилеподібними пагорбами, вкритими кущами і травою, що покриває піщані дюни. На території парку ростуть великі дерева.
Більшість долин річок у заповіднику Центральна Калахарі пересохлі, з соляними ямами. Території парку перетинають, плавно згинаючись, русла чотирьох пересохлих річок. Одна з них — «Долина обману» — почала формуватися близько 16000 років тому. Свою назву вона дістала від міражів, через які здається, що в пересохлих річці і озерах є вода.
На території сучасного заповідника упродовж декількох тисяч років мешкали племена бушменів. Проте, в середині 1990-х років уряд Ботсвани спробував переселити кочівників, пояснюючи це тим, що їх перебування в парку завдає велику економічну шкоду (незважаючи на кількість туристів, що збільшується).
У 1997 році три чверті усіх бушменів було виселено в тимчасові табори за територією заповідника; у жовтні 2005 уряд застосував силу, щоб переселити людей, що залишилися. Зараз у парку мешкає 250 кочівників.
В середині вересня 2008 року сильна пожежа знищила більшу частину заповідника. Причина пожежі залишилася нез'ясованою.

## Ресурси Інтернету
- Вікісховище має мультимедійні дані за темою: Заповідник Центральна Калахарі
- Botswana tourism